# فيلق الدفاع الإذاعي
Funkabwehr، أو فيلق الدفاع الإذاعي منظمة لاسلكية لمكافحة التجسس تم إنشاؤها في عام 1940 من قبل هانز كوب من القيادة العليا للحزب النازي الألماني خلال الحرب العالمية الثانية. وعملت كمنظمة رئيسية للاستخبارات المضادة للإذاعة، أي لرصد البث غير المشروع. كان الاسم الرسمي للمنظمة هو Funkabwehr des Oberkommandos der Wehrmacht (بالألمانية: Oberkommando der Wehrmacht, Wehrmachtnachrichtenverbindungen, Funküberwachung)‏ (OKW / WNV / FU). حدث الإنجاز الأبرز لها في 26 يونيو 1941، عندما قامت فرق البحث في Funkabwehr في زيلينوغرادسك باكتشاف Rote Kapelle، حركة المقاومة المعادية للنازية في برلين واثنين من حلقات التجسس السوفييتية العاملة في أوروبا المحتلة من سويسرا وسويسرا خلال العالم الحرب الثانية. تم حل فيلق الدفاع الإذاعي في 30 أبريل 1945.

## التاريخ

### هدف
أُنيطت بفيلق الدفاع الراديوي في القيادة العليا للفيرماخت مهمة التقاط وتحديد موقع أجهزة إرسال الحقائق (DF) الخاصة بالعوامل السرية، وأجهزة الإرسال السرية الأخرى. كان جهاز إرسال تحت الأرض هو محطة الراديو السرية التي تم إنشاؤها في الأراضي التي يحتلها العدو. تم تكليف هذه المحطة بالعودة إلى محطة التحكم الخاصة بها، أو معلومات ذات طبيعة عسكرية أو سياسية أو صناعية حرب تم الحصول عليها من خلال التجسس. وهذا يسهل القيام بمهام الاستلام. كما تقوم المحطات تحت الأرض بتمرير حركة المرور المتعلقة بإدارة وتزويد المنظمات السرية ومجموعات المقاومة. عادة ما يكون جهاز الإرسال تحت الأرض واحدًا من عدة أجهزة تنتمي إلى منظمة تجسس كبيرة إلى حد ما.

## روابط خارجية
- هاينز بانويتز، زعيم Sonderkommando Pannwitz، بالتحقيق في الأوركسترا الحمراء وقام بتشغيل مشغلات الراديو التي تم التقاطها.
- تيكوم I-180 أربعة أنواع من الشفرات اليدوية المستخدمة من قبل الاتجار غير المشروع بالوزن في بولندا